# Xinfu
Xinfu léase Sín-Fu (en chino simplificado, 新抚区; pinyin, Xīnfǔ qū) es un distrito urbano bajo la administración directa de la ciudad-prefectura de Fushun. Se ubica en la provincia de Liaoning, noreste de la República Popular China. Su área es de 108 km² y su población total para 2010 fue más de 200 mil habitantes.

## Administración
El distrito de Xinfu se divide en 7 pueblos que se administran en 6 subdistritos y 1 villa.